# Megalonema platycephalum
Megalonema platycephalum és una espècie de peix de la família dels pimelòdids i de l'ordre dels siluriformes. És present a les conques dels rius Amazones, Essequibo i Orinoco (Amèrica del Sud).
És un peix d'aigua dolça i de clima tropical.
Menja larves de coleòpter i escates de peix.
Els mascles poden assolir 30 cm de longitud total.